# Otto Mengelberg (glazenier)

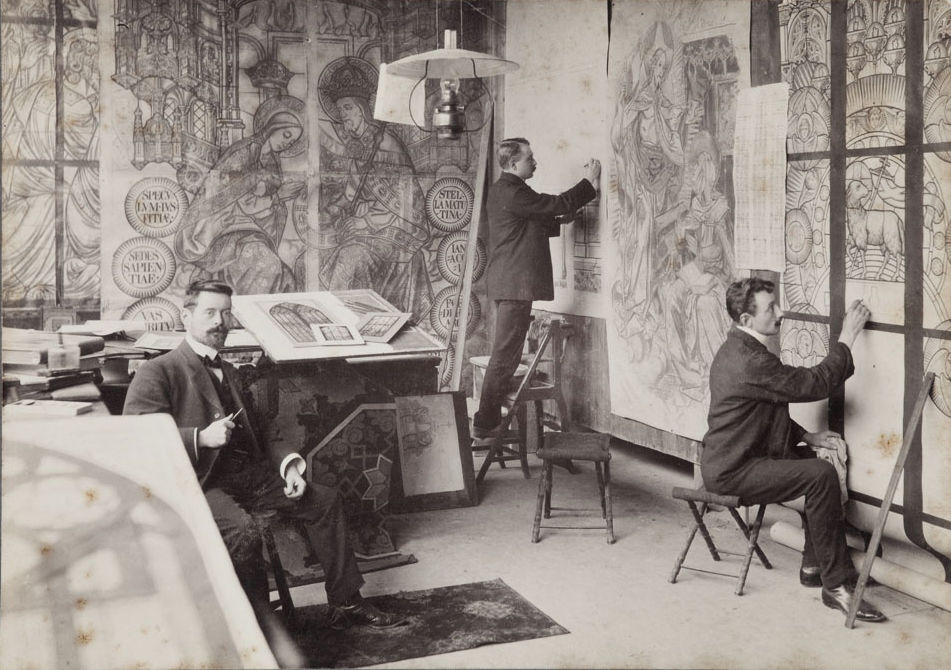
Mengelberg (links) in zijn atelier

Otto Maria Maximiliaan (Otto) Mengelberg (Burtscheid, 25 juli 1867 - Utrecht, 16 december 1924) was een Duits-Nederlands glazenier en beeldhouwer.

## Leven en werk
Otto Mengelberg stamt uit de familie Mengelberg, een familie van beeldhouwers en schilders. Hij was een zoon van de Duitse beeldhouwer Friedrich Wilhelm Mengelberg en Helena Schrattenholz en een achterneef van de gelijknamige schilder Otto Mengelberg. Het gezin verhuisde in zijn jonge jaren naar Utrecht, waar zijn vader vanaf 1872 een atelier had. Mengelberg trouwde met Catharina Hubertina Maria Elisabeth Schnaas (1870-1944). Uit dit huwelijk werd onder anderen zoon Willem geboren.
Mengelberg werd aanvankelijk opgeleid tot beeldhouwer in zijn vaders atelier. In 1896 vestigde hij zich in Rijsenburg, waar hij kartons maakte voor glas-in-loodramen, en staties, communiebanken en altaren ontwierp. In 1898 maakte hij het Kroningsraam voor de Nieuwe Kerk in Amsterdam.
In 1908 verhuisde hij terug naar de stad Utrecht. Hij werkte er zo nu en dan samen met de architect Alfred Tepe, een buurman van hem. Hij maakte onder meer een neogotisch Maria-altaar voor de door Tepe gebouwde en inmiddels gesloopte Onze-Lieve-Vrouw-ten-Hemelopneming aan de Biltstraat in Utrecht.
In 1921 werd het bedrijf van vader Friedrich aan de Maliebaan ontbonden; broer Hans vestigde een atelier in kerkmeubelen aan de Bemuurde Weerd. Otto en zijn zoon Willem namen het atelier van Ed Löhrer aan het Stationsplein over en gingen daar verder met de voormalige afdeling glasschilderkunst en decoratieve schilderkunst.
Mengelberg overleed een aantal jaren later na een langdurige ziekte in het St. Antonius Gasthuis. Hij werd begraven op de roomse Begraafplaats Sint Barbara in Utrecht. Het atelier werd voortgezet door zijn zoon.

## Enkele werken

### Glas in lood
- 1895-1900 O.L.V. Onbevlekte Ontvangenis, Wijhe
- 1898 Kroningsraam, Nieuwe Kerk in Amsterdam
- 1900 Corneliusraam, Sint-Petrus'-Bandenkerk, Rijsenburg
- 1901 Sint-Josephkerk, Utrecht
- 1911-1917 Onze-Lieve-Vrouw-ten-Hemelopnemingkerk, Apeldoorn
- 1916 Mattheüskerk, Eibergen
- 1917 Onze-Lieve-Vrouw-ten-Hemelopnemingkerk, Biltstraat in Utrecht
- 1920 Christoforus, Christoforuskerk, Schagen
- 1920 Willibrorduskerk, Boerhaar
- 1920/1930 Leonardus van Veghel, Christoforuskerk, Schagen

### Overig
- 1912 Wandtegels van de zeven sacramenten (1912), Sint-Donatuskerk in Bemmel
- 1923 Beeld van de H. Maagd, Onze-Lieve-Vrouwe ter Nood (Heiloo)

## Galerij

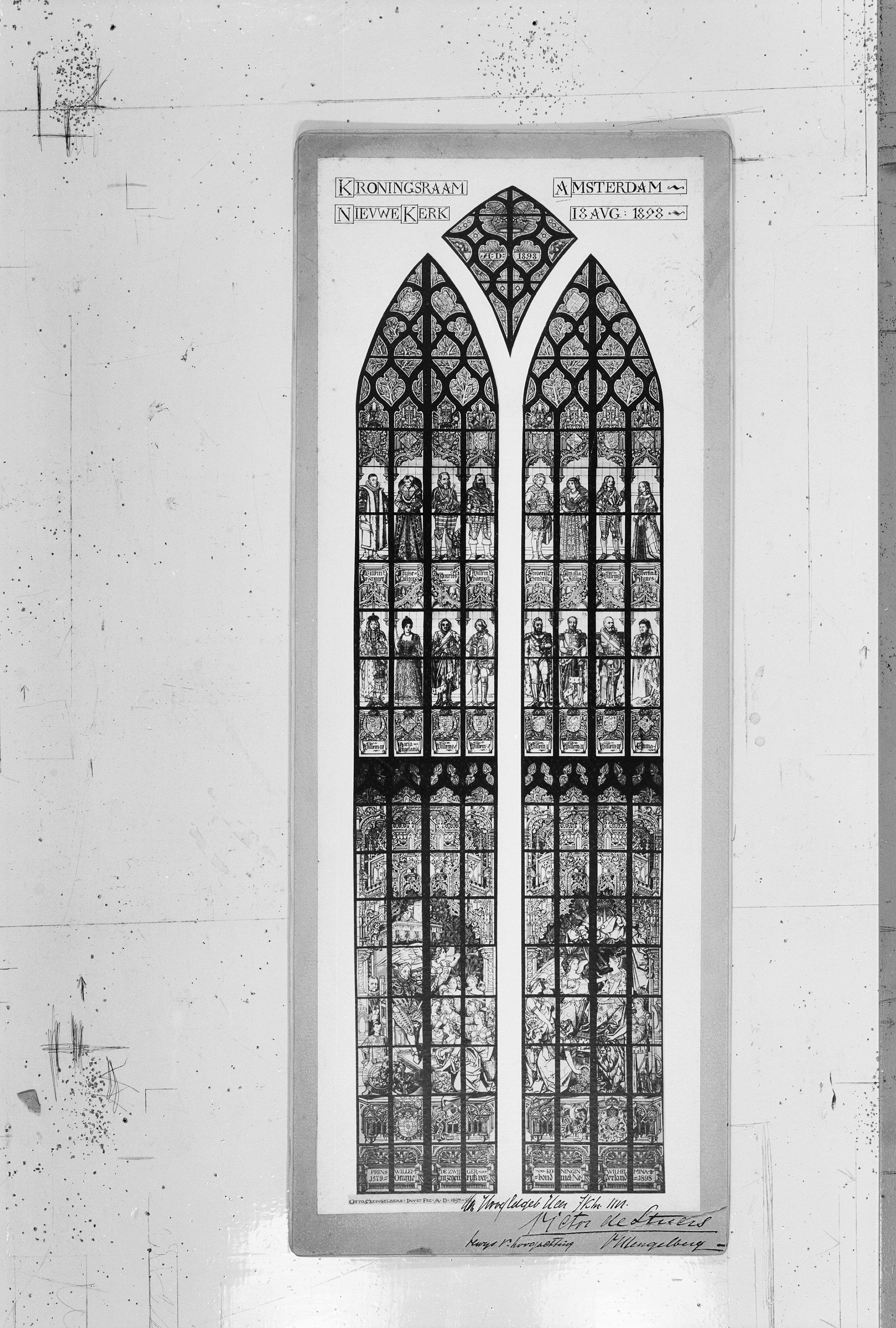
Ontwerp van het Kroningsraam
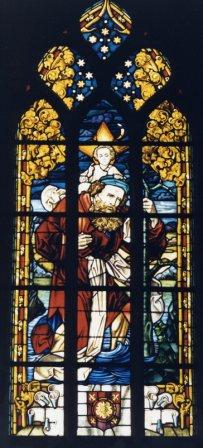
Christoforus
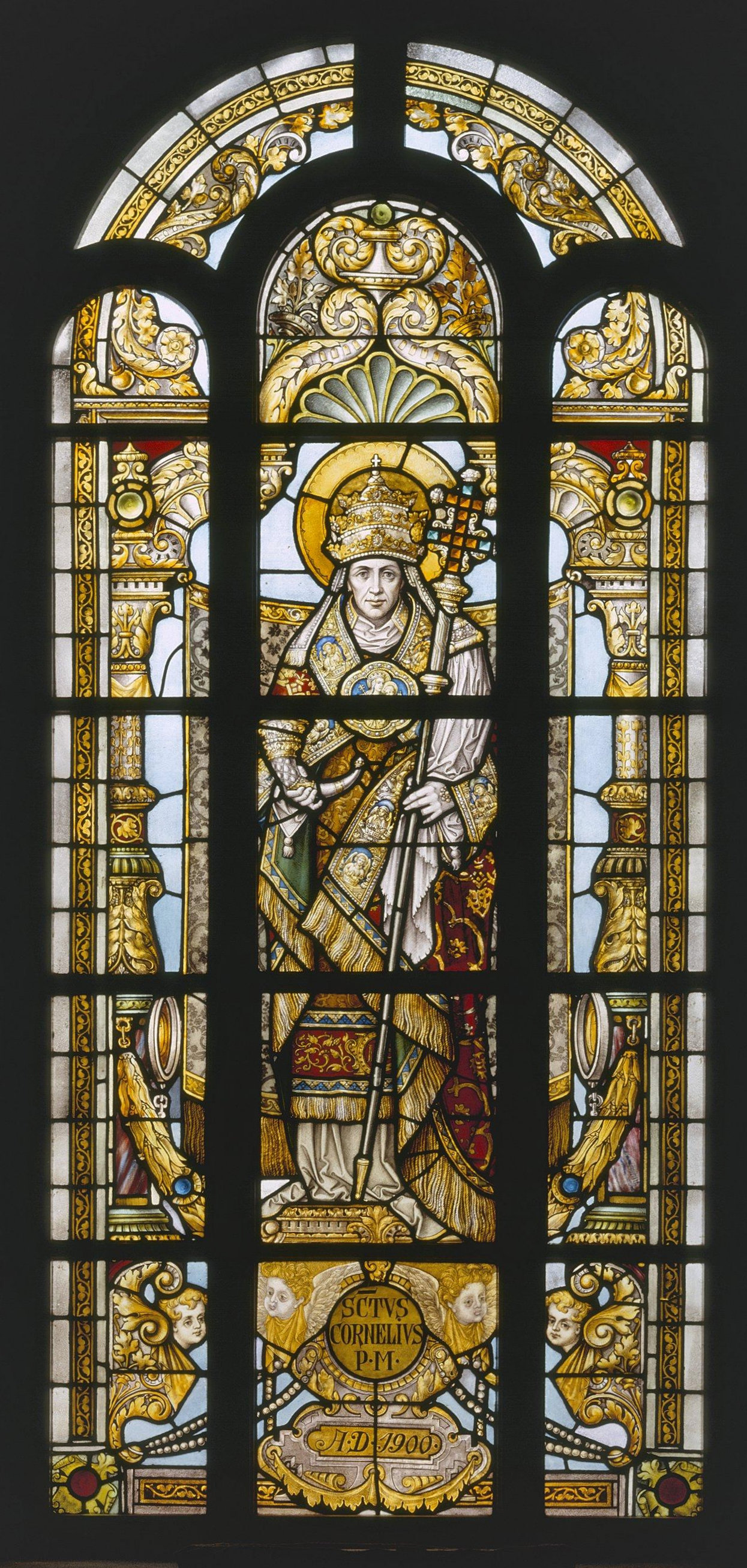
Heilige Cornelius
Detail glas in lood voormalige O.L.V. ten Hemelopnemingkerk (1917) in Utrecht